# Suzanna in het park
Suzanna in het park is een hoorspel van Gérard van Kalmthout. De KRO zond het uit op zondag 19 november 1967 in het programma Zondagavondtheater. De regisseur was Willem Tollenaar. De uitzending duurde 38 minuten.

## Rolbezetting
- Harry Bronk (agent)
- Paul van der Lek (man)
- Paula Majoor (fee)
- Fé Sciarone (heks)
- Frans Somers (spreker)

## Inhoud
De intrige van dit hoorspel is eenvoudig: een verontruste vader haalt ’s nacht zijn vijftienjarige dochter uit een park waar ze minnekoost met een broer van een politieagent. Daarvan maakt de verteller ons getuige. Dit kleine verhaal wordt geheel ingesponnen in een sprookjessfeer vol ironie, waarin bijvoorbeeld ook de stenen parkleeuw een rol speelt. De eenzame vader en de verteller krijgen daarbij de groteske allure van twee oude voyeurs. Het kind-meisje lijkt op de onschuldige Suzanna uit het Bijbelverhaal.